# Francesc Thomàs de Taixequet i Frígola
Francesc Thomàs de Taixequet i Frígola, nascut a Llucmajor, Mallorca, el 1504 i traspassat a Sardenya el 1572, fou un eclesiàstic mallorquí, bisbe d'Empúries a Sardenya.
Thomàs de Taixequet estudià llatí a l'escola de gramàtica de Randa. El 1530 fou ordenat prevere i obtengué un benefici a la parròquia de Montuïri. El 1536, cursà teologia i, posteriorment, dret civil i eclesiàstic a l'Estudi General de Lleida. El 1548 era rector de l'església de Sant Nicolau de Palma. El 1558 fou nomenat bisbe d'Empúries a Sardenya (actualment Castelsardo), càrrec que ocupà fins a la mort. Durant el seu mandat reprimí abusos clericals i promogué tonsures.
Fou proclamat fil il·lustre de Llucmajor el 12 d'octubre de 1962.